# Brad Armstrong
Rodney Hopkins (født 23. september 1965 i Toronto, Ontario, Canada), er en canadisk pornoskuespiller og filminstruktør, bedst kendt som Brad Armstrong.
Han har været kendt som den multi-million-dollar mest populære mand, i pornoindustrien, som "The King of Porn" og "The Spielberg of Skin Directors". Han var tidligere gift med Jenna Jameson, men de blev skilt i 2001. Siden 2006 har været gift med Jessica Drake.

## Priser
- 2002 AVN Award – Best Director (Video) – Euphoria
- 2003 AVN Award – Best Actor (Film) – Falling From Grace
- 2004 AVN Hall of Fame inductee
- 2007 AVN Award – Best Director, Film – Manhunters
- 2008 XRCO Award – Best Director (Features)
- 2008 AVN Award – Best Actor (Video) – Coming Home
- 2009 AVN Award – Best Double Penetration Sex Scene – Fallen
- 2009 AVN Award – Director Of The Year
- 2009 XRCO Hall Of Fame inductee (Film Creators)
- 2010 AVN Award – Best Group Sex Scene – 2040
- 2010 XBIZ Award – Director of the Year, Individual Project – 2040
- 2011 AVN Award – Best Director, Feature – Speed